# Магнетострикција
Магнетострикција је особина феромагнетских материјала да под утицајем магнетског поља незнатно мијењају димензије. Магнетострикцијски ефект настаје кад тијела при скупљању и растезању мијењају пермеабилност због магнетострикције.
Магнетострикција и магнетострикцијски ефект се тумаче теоријом магнетских подручја (домена) у феромагнетским материјалима. У њима су атомски магнети домена поравнани у једном од 6 праваца с олакшаном магнетизацијом. Домени сличног правца се оријентишу као и спољно магнетско поље, до одређене тачке — тачке засићења. Деформације тијела су реда милионитих дијелова милиметра.
Магнетостриктивна својства имају гвожђе, кобалт, и никл, и већина њихових легура. У пракси се често користе легуре никл-кобалт, кобалт-челик и ферити.
М. се користи у ултразвучним претварачима (генераторима и пријемницима). Радне фреквенције су од 1 до 100 kHz.